# Campeonato Mundial de Esportes Aquáticos de 2017
O Campeonato Mundial de Esportes Aquáticos de 2017 foi a 17.ª edição do Campeonato Mundial de Esportes Aquáticos, sediado em Budapeste, Hungria e organizado pela Federação Internacional de Natação.

## Processo de candidatura
Em 15 de julho de 2011, Guadalajara, México, foi anunciada como a cidade-sede do Campeonato Mundial de Esportes Aquáticos de 2017 no Congresso Geral da Federação Internacional de Natação, em Xangai, China, o que marcaria o retorno do campeonato ao continente americano depois de doze anos. Porém, em fevereiro de 2015, a Comissão Nacional de Cultura Física e do Esporte anunciou que o país não teria condições financeiras de organizar o evento. Em 11 de março do mesmo ano, a FINA anunciou que o campeonato seria realocado para a capital húngara, Budapeste.

## Calendário
| ● | Cerimônia de abertura | ● | Competições | ● | Finais | ● | Cerimônia de encerramento |

| julho de 2017            | 14 sex | 15 sáb | 16 dom | 17 seg | 18 ter | 19 qua | 20 qui | 21 sex | 22 sáb | 23 dom | 24 seg | 25 ter | 26 qua | 27 qui | 28 sex | 29 sáb | 30 dom |
| ------------------------ | ------ | ------ | ------ | ------ | ------ | ------ | ------ | ------ | ------ | ------ | ------ | ------ | ------ | ------ | ------ | ------ | ------ |
| Cerimônias               | ●      |        |        |        |        |        |        |        |        |        |        |        |        |        |        |        | ●      |
| Maratona aquática        |        | ●      | ●      | ●      | ●      |        | ●      |        | ●      |        |        |        |        |        |        |        |        |
| Nado sincronizado        | ●      | ●      | ●      | ●      | ●      | ●      | ●      | ●      | ●      |        |        |        |        |        |        |        |        |
| Natação                  |        |        |        |        |        |        |        |        |        | ●      | ●      | ●      | ●      | ●      | ●      | ●      | ●      |
| Polo aquático            |        |        | ●      | ●      | ●      | ●      | ●      | ●      | ●      | ●      | ●      | ●      | ●      | ●      | ●      | ●      |        |
| Salto em grandes alturas |        |        |        |        |        |        |        |        |        |        |        |        |        |        | ●      | ●      | ●      |
| Saltos ornamentais       | ●      | ●      | ●      | ●      | ●      | ●      | ●      | ●      | ●      |        |        |        |        |        |        |        |        |

## Participantes
- Afeganistão
- África do Sul
- Albânia
- Alemanha
- Andorra
- Angola
- Antígua e Barbuda
- Arábia Saudita
- Argélia
- Argentina
- Armênia
- Aruba
- Austrália
- Áustria
- Azerbaijão
- Bahamas
- Bahrein
- Bangladesh
- Barbados
- Bielorrússia
- Bélgica
- Benim
- Bolívia
- Bósnia e Herzegovina
- Botswana
- Brasil
- Brunei
- Bulgária
- Burquina Fasso
- Burundi
- Camboja
- Canadá
- Catar
- Cazaquistão
- Chile
- China
- Chipre
- Colômbia
- Comores
- Coreia do Norte
- Coreia do Sul
- Costa do Marfim
- Costa Rica
- Croácia
- Cuba
- Curaçau
- Dinamarca
- Djibuti
- Equador
- Egito
- El Salvador
- Emirados Árabes Unidos
- Eslováquia
- Eslovênia
- Espanha
- Estados Federados da Micronésia
- Estados Unidos
- Estónia
- Fiji
- Filipinas
- Finlândia
- França
- Gabão
- Gâmbia
- Gana
- Geórgia
- Granada
- Grécia
- Guam
- Guatemala
- Guiana
- Guiné
- Haiti
- Honduras
- Hong Kong
- Hungria (sede)
- Iêmen
- Ilhas Caimã
- Ilhas Cook
- Ilhas Feroé
- Ilhas Marshall
- Ilhas Virgens Americanas
- Ilhas Virgens Britânicas
- Índia
- Indonésia
- Irão
- Iraque
- Irlanda
- Islândia
- Israel
- Itália
- Jamaica
- Japão
- Jordânia
- Kosovo
- Kuwait
- Laos
- Letônia
- Líbano
- Líbia
- Liechtenstein
- Lituânia
- Luxemburgo
- Macau
- Macedônia do Norte
- Madagáscar
- Malásia
- Malawi
- Maldivas
- Mali
- Malta
- Marianas Setentrionais
- Marrocos
- Ilhas Maurícias
- México
- Moçambique
- Moldávia
- Mónaco
- Mongólia
- Montenegro
- Namíbia
- Nepal
- Nicarágua
- Níger
- Nigéria
- Noruega
- Nova Zelândia
- Omã
- Países Baixos
- Paquistão
- Palau
- Palestina
- Panamá
- Papua-Nova Guiné
- Paraguai
- Peru
- Polónia
- Porto Rico
- Portugal
- Quênia
- Quirguistão
- República Centro-Africana
- Chéquia
- República Dominicana
- Reino Unido
- Roménia
- Ruanda
- Rússia
- Samoa
- Samoa Americana
- Santa Lúcia
- São Vicente e Granadinas
- Seicheles
- Senegal
- Serra Leoa
- Sérvia
- Singapura
- Síria
- Sri Lanka
- Essuatíni
- Suécia
- Suíça
- Suriname
- Tailândia
- Taipé Chinesa
- Tajiquistão
- Tanzânia
- Timor-Leste
- Togo
- Tonga
- Trinidad e Tobago
- Tunísia
- Turquemenistão
- Turquia
- Ucrânia
- Uganda
- Uruguai
- Uzbequistão
- Venezuela
- Vietname
- Zâmbia
- Zimbabwe
- Atletas Olímpicos Independentes

## Quadro de medalhas
País-sede destacado.
| Ordem | País            | Medalha de ouro | Medalha de prata | Medalha de bronze | Total |
| ----- | --------------- | --------------- | ---------------- | ----------------- | ----- |
| 1     | Estados Unidos  | 21              | 12               | 13                | 46    |
| 2     | China           | 12              | 12               | 6                 | 30    |
| 3     | Rússia          | 11              | 6                | 8                 | 25    |
| 4     | França          | 6               | 1                | 2                 | 9     |
| 5     | Reino Unido     | 5               | 3                | 3                 | 11    |
| 6     | Itália          | 4               | 3                | 9                 | 16    |
| 7     | Austrália       | 3               | 5                | 4                 | 12    |
| 8     | Suécia          | 3               | 1                | 0                 | 4     |
| 9     | Hungria         | 2               | 5                | 2                 | 9     |
| 10    | Brasil          | 2               | 4                | 2                 | 8     |
| 11    | Espanha         | 1               | 5                | 0                 | 6     |
| 12    | Países Baixos   | 1               | 4                | 1                 | 6     |
| 13    | Canadá          | 1               | 1                | 5                 | 7     |
| 14    | Malásia         | 1               | 0                | 1                 | 2     |
| 14    | África do Sul   | 1               | 0                | 1                 | 2     |
| 16    | Croácia         | 1               | 0                | 0                 | 1     |
| 17    | Japão           | 0               | 4                | 5                 | 9     |
| 18    | Ucrânia         | 0               | 2                | 7                 | 9     |
| 19    | Alemanha        | 0               | 2                | 1                 | 3     |
| 20    | México          | 0               | 2                | 0                 | 2     |
| 21    | Coreia do Norte | 0               | 1                | 1                 | 2     |
| 22    | Chéquia         | 0               | 1                | 0                 | 1     |
| 22    | Equador         | 0               | 1                | 0                 | 1     |
| 22    | Polónia         | 0               | 1                | 0                 | 1     |
| 25    | Bielorrússia    | 0               | 0                | 2                 | 2     |
| 26    | Dinamarca       | 0               | 0                | 1                 | 1     |
| 26    | Egito           | 0               | 0                | 1                 | 1     |
| 26    | Sérvia          | 0               | 0                | 1                 | 1     |
| 26    | Singapura       | 0               | 0                | 1                 | 1     |
| Total | Total           | 75              | 76               | 77                | 228   |